# Anatoli Iljitsch Gekker
Anatoli Iljitsch Gekker (russisch Анатолий Ильич Геккер, * 25. Augustjul. / 6. September 1888greg. in Tbilissi, Russisches Kaiserreich, heute Georgien; † 1. Juli 1937) war ein russischer und später sowjetischer Offizier, zuletzt im Rang eines KomKor, und aktiver Teilnehmer des Russischen Bürgerkrieges. 

## Leben
Gekker wurde in die Familie eines Militärarztes in Tbilissi hineingeboren. Im Jahr 1909 absolvierte er die St. Petersburger Militärakademie, eine Infanterie-Kadettenschule. Während des Ersten Weltkrieges diente er in der Kaiserlich Russischen Armee, nachdem er 1917 kurzzeitig die Akademie des Generalstabes besucht hatte. 
Im September 1917 wurde er Mitglied der Sozialdemokratischen Arbeiterpartei Russlands (Bolschewiki), 1918 Kommandeur der Roten Armee. Während des Russischen Bürgerkrieges hatte er verschiedene Posten inne. Zwischen April 1919 und Februar 1920 kommandierte er die 13. Armee, Von März bis August 1920 war er Stabschef der Inneren Streitkräfte der Russischen Sozialistischen Föderativen Sowjetrepublik (RSFSR). 
Zwischen September 1920 und Mai 1921 kommandierte er die 11. Armee der Roten Armee, die die Herrschaft der Bolschewiken in Armenien, Aserbaidschan und Georgien einführte. 1922 war er kurzzeitig Kommandeur der Frunse-Akademie (damals noch Militärakademie der Roten Arbeiter- und Bauernarmee). Im Anschluss daran wurde er Militärattaché der Sowjetunion in der Mongolei, China und der Türkei. 
1933 wurde er in den Generalstab der Roten Armee versetzt und am 20. November 1935 zum KomKor (entspricht einem Generaloberst) befördert.
Im Zuge des Großen Terrors wurde er 1937 ermordet und erst 1956 im Zuge der Entstalinisierung rehabilitiert.